# Condojanni
Condojanni (Kontojiànni in greco calabro) è una frazione del comune di Sant'Ilario dello Ionio, situata a circa 1,1 chilometri dal centro comunale, a 159 m sul livello del mare, ha una popolazione di circa 80 abitanti. Fino al 1811 fu comune autonomo e capoluogo di una contea che comprendeva anche Sant'Ilario dello Ionio e Ciminà.

## Storia
Gli eruditi locali (Gabriele Barrio, Girolamo Marafioti e l'abate Giovanni Fiore da Cropani) tra il Cinquecento e il Seicento identificarono Condojanni come sito dell'antica Yria, che sarebbe stata fondata dal cretese Idomeneo, sulla base di errate letture delle fonti antiche.
Le prime notizie certe si hanno però nel medioevo quando la contea di Condojanni entrò in possesso dei Ruffo e fu costruito il castello.
Nel censimento del 1443 Condojanni arrivò ad avere circa 1 000 abitanti, ma in seguito scese, in conseguenza del trasferimento di parte della popolazione nel vicino centro di Sant'Ilario. Nel 1746, anno di redazione del catasto onciario aveva solo 240 abitanti. Il terremoto del 1783 distrusse gran parte delle abitazioni rimaste e nel 1811 il comune fu abolito e Condojanni ricadde nel comune di Sant'Ilario dello Ionio.
Nel corso dell'Ottocento ci fu comunque una ripresa demografica e Condojanni tornò ad avere circa 700 abitanti. Subì ancora le distruzioni dei terremoti del 1894 e del 1907.
Negli ultimi anni del XX secolo la popolazione è scesa fino agli attuali 80 abitanti che però d'estate tornano ad essere circa 300-400.

## Monumenti e luoghi d'interesse

### Architetture religiose
- Parrocchia di Sant'Antonio Abate, il cui titolo parrocchiale fu trasferito dopo il 1783 presso la chiesa di Santa Maria della Pietà
- Parrocchia di San Giovanni Battista, soppressa nel 1790
- Parrocchia di Santa Caterina d'Alessandria, soppressa nel 1771
- Chiesa di Santa Maria della Pietà, con convento dei domenicani, soppresso nel 1717
- Chiesa di Santa Maria del Carmine, con convento dei carmelitani, soppresso nel 1652
- Chiesa della Santissima Annunziata
- Chiesa di San Sebastiano, nell'omonima contrada
- Chiesa di Santa Maria della Grazia, romitorio sotto il castello dove un eremita viveva di elemosina

### Architetture militari
Il castello di Condojanni, di origine normanna, conobbe diversi rifacimenti fino al Cinquecento. Con l'acquisto dei Carafa, principi di Roccella, nel 1585 fu progressivamente abbandonato.

## Società

### Tradizioni
La festa di San Sebastiano, è la principale festa religiosa. Si teneva la penultima domenica di ottobre, ma a seguito del frequente cattivo tempo autunnale è stata quindi spostata alla prima domenica di agosto.
L'Affruntata  è una manifestazione di antica origine che si svolge la domenica di Pasqua, dopo la messa. Consiste in una rappresentazione della Passione di Cristo durante la quale i fedeli portano sulle spalle le statue dell'Addolorata, di San Giovanni e del Cristo risorto. San Giovanni si reca dalla Madonna per annunciarle che il figlio è risorto. Inizialmente lei non crede, ma poi decide di seguire l'apostolo. Percorrendo le strade del centro storico le statue di Gesù e della Vergine si incontrano in piazza Uria e, improvvisamente, alla Madonna viene tolto il velo nero che le copre il capo per far posto a un drappo azzurro.